# Аппер-Саддл-Рівер (Нью-Джерсі)
Аппер-Саддл-Рівер (англ. Upper Saddle River) — місто (англ. borough) в США, в окрузі Берген штату Нью-Джерсі. Населення — 8353 особи (2020).

## Географія
Аппер-Саддл-Рівер розташований за координатами 41°3′47″ пн. ш. 74°6′0″ зх. д. / 41.06306° пн. ш. 74.10000° зх. д. (41.063157, -74.099976).  За даними Бюро перепису населення США в 2010 році місто мало площу 13,68 км², з яких 13,63 км² — суходіл та 0,05 км² — водойми.

## Демографія
Згідно з переписом 2010 року, у селищі мешкало 8208 осіб у 2639 домогосподарствах у складі 2298 родин. Було 2776 помешкань
Расовий склад населення:
| - 86,5 % — білих - 10,1 % — азіатів - 1,4 % — чорних або афроамериканців - 0,1 % — корінних американців |

До двох чи більше рас належало 1,3 %. Частка іспаномовних становила 4,3 % від усіх жителів.
За віковим діапазоном населення розподілялося таким чином: 30,6 % — особи молодші 18 років, 56,3 % — особи у віці 18—64 років, 13,1 % — особи у віці 65 років та старші. Медіана віку мешканця становила 42,9 року. На 100 осіб жіночої статі у селищі припадало 96,1 чоловіків;  на 100 жінок у віці від 18 років та старших — 93,8 чоловіків також старших 18 років.
Середній дохід на одне домашнє господарство  становив 276 982 долари США (медіана — 169 301), а середній дохід на одну сім'ю — 298 247 доларів (медіана — 188 906). Медіана доходів становила 165 500 доларів для чоловіків та 65 762 долари для жінок. За межею бідності перебувало 2,2 % осіб, у тому числі 3,8 % дітей у віці до 18 років та 1,9 % осіб у віці 65 років та старших.
Цивільне працевлаштоване населення становило 3703 особи. Основні галузі зайнятості: освіта, охорона здоров'я та соціальна допомога — 19,1 %, фінанси, страхування та нерухомість — 17,7 %, науковці, спеціалісти, менеджери — 15,3 %.